# Yevgueni Sokolov
Yevgueni Sokolov (Moscú, 11 de junio de 1984) es un ciclista ruso. Compitió en 2008 y 2009 con el equipo Bouygues Telecom dirigido por Jean-René Bernaudeau.

## Palmarés
2007
- Burdeos-Saintes, más 1 etapa
- Les Boucles du Sud Ardèche

2009
- 1 etapa de la Tropicale Amissa Bongo[1]

2011
- 3º en el Campeonato de Rusia Contrarreloj

## Resultados en Grandes Vueltas
| Carrera         | 2008 | 2009 | 2010 |
| --------------- | ---- | ---- | ---- |
| Giro de Italia  | -    | 169º | -    |
| Tour de Francia | -    | -    | -    |
| Vuelta a España | -    | -    | -    |

-: no participa

Ab.: abandono